# معاملة المثليين في ألبانيا
يواجه الأشخاص من المثليين والمثليات ومزدوجي التوجه الجنسي والمتحولين جنسياً (اختصاراً: LGBT) في ألبانيا تحديات قانونية لا يواجهها غيرهم من المغايرين جنسيا، ويرجع ذلك جزئياً إلى عدم وجود أي اعتراف قانوني بالعلاقات المثلية رغم أن الأشخاص من مجتمع المثليين في ألبانيا يتمتعون بالحماية بموجب تشريعات شاملة ضد التمييز. يعتبر كل من النشاط الجنسي المثلي بين الذكور وبين الإناث قانونيا، لكن المنازل التي يعيش فيها الشركاء المثليون غير مؤهلة للحصول على نفس الحماية القانونية المتاحة للأزواج المغايرين.
تعتبر ألبانيا ككل بلدا محافظا، وخاصة في التفاعلات العامة فيما يتعلق بحقوق المثليين، وحضور الأشخاص من مجتمع المثليين والمثليات. لكن جعل التشريع المناهض للتمييز الفرع الأوروبي للمؤسسة الدولية للمثليين والمثليات ومزدوجي التوجه الجنسي والمتحولين جنسيا وثنائيي الجنس (ILGA-Europe) تعتبر ألبانيا واحدة من عدد قليل جدا من البلدان في أوروبا التي تحظر التمييز صراحة على أساس الهوية الجندرية. صادقت ألبانيا على البروتوكول رقم 12 الملحق بالاتفاقية الأوروبية لحماية حقوق الإنسان والحريات الأساسية، وعلاوة على ذلك، وقعت ألبانيا على إعلان الأمم المتحدة لعام 2007 حول التوجه الجنسي والهوية الجندرية.
في عام 2015، صنف الفرع الأوروبي للمؤسسة الدولية للمثليين والمثليات ومزدوجي التوجه الجنسي والمتحولين جنسيا وثنائيي الجنس (ILGA-Europe) ألبانيا في المرتبة 19 من حيث حقوق المثليين من أصل 49 دولة أوروبية.

## قانونية النشاط الجنسي المثلي

### الدولة العثمانية
في عام 1858، شرّعت الإمبراطورية العثمانية النشاط الجنسي المثلي. ذكر العديد من الرحالة الغربيون عن شيوع ممارسة الغلمانية في ألبانيا في القرن التاسع عشر،
بمن فيهم جون كام هوبهاوس، الذي قال في مذكراته أن الغلمانية كانت «تمارس علنا» في المنطقة.

### خلال حكم أحمد زوغو
في عام 1937، كان وزير الداخلية موسى جوكا قلقا من وجود المثلية الجنسية وممارستها وأراد أن يتخذ «إجراءات بكل الوسائل الممكنة» ضد ممارساتها.

### جمهورية ألبانيا الشعبية الاشتراكية
في جمهورية ألبانيا الشعبية الاشتراكية كان يتم معاقبة النشاط الجنسي المثلي بفترات حبس طويلة، والتنمر والنبذ. وتنص المادة 137 من الجرائم المخلة بالاعراف المجتمعية بقانون العقوبات على ما يلي: «يُعاقب على ممارسة الغلمانية أو تصل إلى عشر سنوات من الحرمان من الحرية». تم استخدام كلمة «الغلمانية» ككلمة رمزية للعلاقات الجنسية بين شخصين بالغين متوافقين أو العلاقات الجنسية بين شخص بالغ وطفل من أي جنس.

### جمهورية ألبانيا
ألغت ألبانيا تجريم الجنس بالتراضي في عام 1995. وتمت المساواة في السن القانونية للنشاط الجنسي عند سن 14 بالنسبة للجميع، بغض النظر عن نوع الجنس و/أو التوجه الجنسي، منذ عام 2001.
وفي صيف عام 1994، قدمت حكومة ألبانيا مشروع قانون للعقوبة كانت ستبقى فيه المثلية الجنسية غير قانونية، ولكن مع تخفيف العقوبة القصوى إلى 3 سنوات. أدت حملة قامت بها «جمعية المثليين في ألبانيا»، والضغط الدولي الذي قامت بتنظيمه المؤسسة الدولية للمثليين والمثليات ومزدوجي التوجه الجنسي والمتحولين جنسيا وثنائيي الجنس (ILGA)، والذي لعب فيه مجلس أوروبا دوراً مهماً، إلى سحب مشروع القانون هذا.
وفي 20 كانون الثاني/يناير 1995، قام البرلمان الألباني بتشريع العلاقات الجنسية المثلية التوافقية في ألبانيا. تم التخلص بالكامل من المادة 137 من قانون العقوبات القديم الصادر في إطار ألبانيا الاشتراكية، التي فرضت عقوبة بالسجن لمدة عشر سنوات «لكون الشخص مثلي الجنس».

## الاعتراف القانوني العلاقات المثلية
لا يُعترف حالياً بزواج المثليين أو الاتحادات المدنية في ألبانيا. على الرغم من إعلان رئيس الوزراء صالح بريشا في يوليو/تموز 2009 أنه سيدعم الاعتراف بالزواج المدني، فإن قانون مكافحة التمييز المقترح، الذي تمت الموافقة عليه بالإجماع في 4 فبراير 2010، لم يتناول أبداً زواج المثليين. أشادت جماعات حقوق المثليين بالقانون الجديد لكنها أعربت عن أملها في أن يحافظ بريشا في نهاية المطاف على وعده بشأن تشريع زواج المثليين.
أعلن إغلي توتوزاني، رئيس ديوان المظالم المعروف باسم «المحامي الشعبي» في ألبانيا، في أكتوبر 2013 أنه سيقوم بصياغة مشروع قانون للبرلمان لمناقشة التغييرات في قانون الأسرة التي من شأنها أن تسمح بإدخال زواج المثليين. ولكن وحتى عام 2019، لم يحدث أي تغيير بعد، حيث انتقد النشطاء المثليون تقاعس الحكومة.

## الحماية من التمييز
في 4 فبراير عام 2010، أقر البرلمان الألباني بالإجماع قانونا شاملا لمكافحة التمييز الذي يحظر التمييز على أساس التوجه الجنسي والهوية الجندرية. وينطبق القانون على جميع المجالات، بما في ذلك التوظيف، وتوفير السلع والخدمات، والتعليم، والرعاية الصحية، والإسكان. ألبانيا هي واحدة من الدول الأوروبية القليلة التي تحظر التمييز صراحة على أساس الهوية الجندرية. كما يتجاوز القانون المعايير الدنيا للاتحاد الأوروبي التي تقضي بأن يمتنع أصحاب العمل عن التمييز على أساس التوجه الجندرية. ووفقاً لهذا القانون، تم إنشاء مؤسسة لمفوض مناهضة التمييز خلال عام 2010، وانتخب البرلمان إيرما باراكو كرئيسة لهذه الهيئة المستقلة.
ومع ذلك، في 12 ديسمبر 2012، أعربت منظمتان تدافعان عن حقوق المثليين وهما "التحالف ضد التمييز" و"برو إل جي بي تي"، عن خيبة أملهما لما أسموه "العمل الضعيف وغير المهني الذي قام به مفوض مناهضة التمييز". وفقاً لخاني كاراج وكريستي بينديري، وهما رئيسا المنظمتين، فقد مجتمع المثليين ثقته في المؤسسة بسبب عملها البطيء، ورفع العقبات البيروقراطية المتعمدة وعملية التحقيق المطولة دون تقديم تفسير أو حجة كبيرة".
وجادلوا بأن من بين 9 حالات مرتبطة بالتمييز ضد الأشخاص المثليين أو من خلال خطاب الكراهية، تم أخذ حالة واحدة فقط من قبل هذه المؤسسة. كانت أكثر حالات الجدل التي تخص خطاب الكراهية ضد المثليين هي حالة نائب وزير الدفاع إكرام سباهيو الذي صرح لصحيفة محلية: "ما ينبغي فعله هو ضربهم بعصا. إذا كنت لا تفهم هذا، يمكنني أن أشرح له: ضربهم بعصا مطاطية”. قام وفد الاتحاد الأوروبي في تيرانا، ومنظمة هيومن رايتس ووتش، ومنظمة العفو الدولية، والفرع الأوروبي للمؤسسة الدولية للمثليين والمثليات ومزدوجي التوجه الجنسي والمتحولين جنسيا وثنائيي الجنس، ووسائل الإعلام المحلية والدولية بتغطية وإدانة هذا البيان، حتى أن رئيس الوزراء صالح بريشا أدان ذلك علناً، لكن المفوض لم يتابع القضية.
وفي 4 أيار/مايو 2013، عدّل البرلمان الألباني بالإجماع القانون الجنائي ووضع جرائم الكراهية ضد التوجه الجنسي والهوية الجندرية على قدم المساواة مع جريمة الكراهية ضد الجنس أو العرق أو الإثنية أو المعتقد الديني أو الإعاقة وما إلى ذلك. كما أصدرت قانونًا جديدًا يعاقب على نشر المعلومات المعادية للمثليين من خلال أي وسيلة (بما في ذلك الإنترنت) بغرامة وسجن لمدة تصل إلى عامين.

### قضايا المثليين في التعليم العام

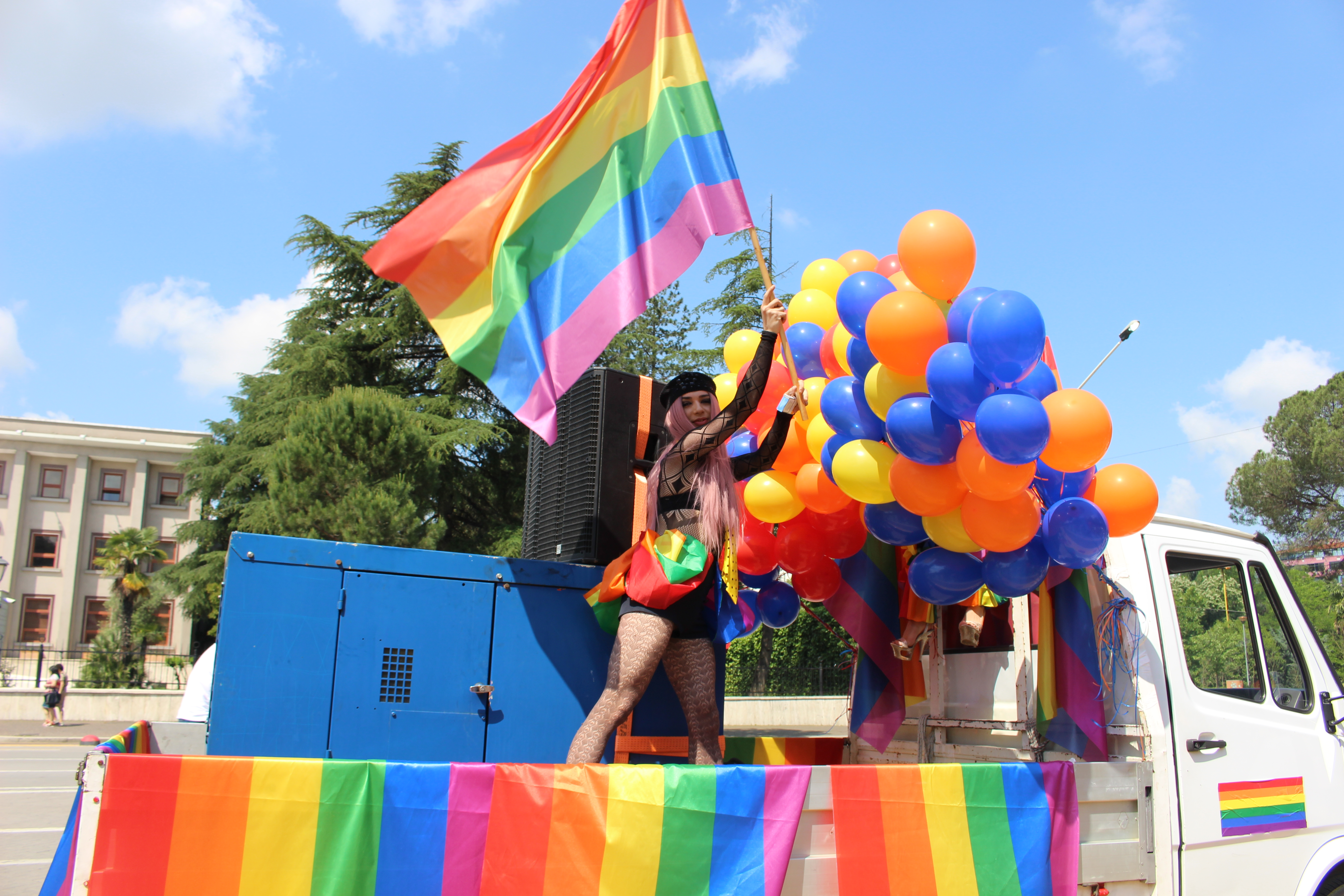
مسيرة فخر تيرانا للمثليين السابعة

في يونيو/حزيران 2016، أقرت الحكومة خطة العمل الوطنية للمثليين والمثليات ومزدزجي التحول الجنسي والمتحولين جنسيا والتي من شأنها معالجة التنمر والتمييز في التعليم الابتدائي والثانوي مع المحاضرات والأنشطة الأخرى. أعربت وزارة التعليم والرياضة والشباب الألبانية أنه وفقا للخطة، فإنها ستعمل مع الناشطين المثليين من أجل مكافحة التمييز على أساس التوجه الجنسي. خلق إدراج قضايا المثليين في الأنشطة المدرسية الكثير من الجدل، مع إعراب العديد من الشخصيات السياسية مثل تريتان شيهو، لوشيانو بوشي، ميسيلا دودا، نارد ندوكا وييلي مانياني عن معارضتهم القوية لهذه الأنشطة.
ردا على الجدل، أصدرت وزارة التربية والتعليم والرياضة بيانًا في 23 مارس 2018، جاء فيه أنه على خلاف التقارير الإعلامية، كانت الوزارة على علم بهذه المحاضرات وأنها أجريت في إطار خطة العمل الوطنية للمثليين والمثليات ومزدوجي التوجه الجنسي والمتحولين جنسيًا (2016-2020). والتي تهدف من بين أمور أخرى إلى مكافحة الصور النمطية القائمة على التوجه الجنسي. في بيان مثير للجدل، عارضت مديرة مدرسة «سامي فراشيري» الثانوية في تيرانا توتا دوبي علانية مثل هذه المحاضرات، على الرغم من أن عدة نشطاء من المثليين قبل عدة أسابيع قد ألقوا محاضرة في مدرستها.

## حراك حقوق المثليين في ألبانيا

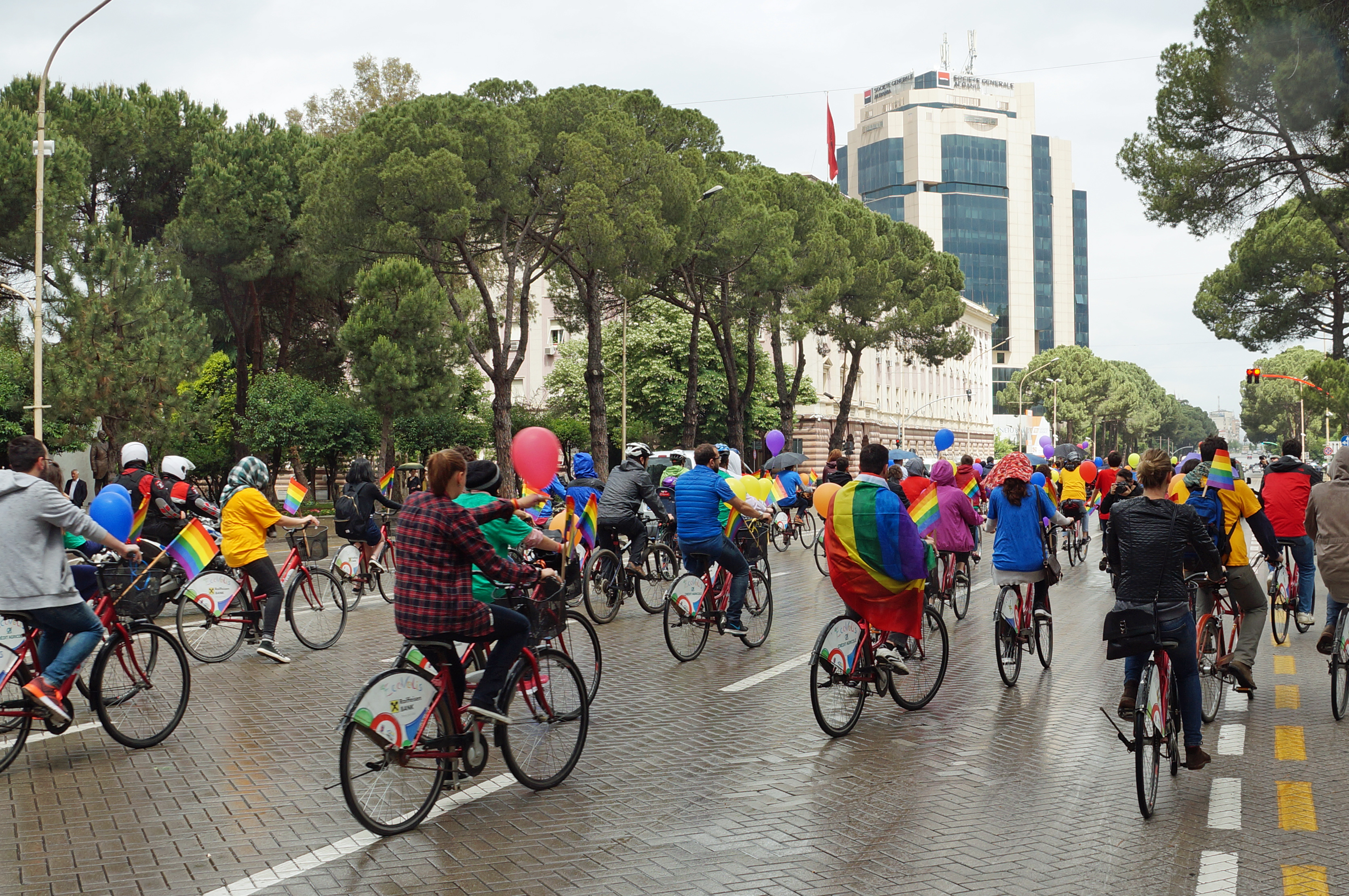
مسيرة فخر تيرانا للمثليين على ركوب الدراجات في عام2016

هناك ثلاث منظمات ألبانية تركّز على حقوق المثليين - أشهر ثلاث منها هي «أليانكا كندر دربنيميميت إل جي بي تي» «التحالف ضد التمييز ضد المثليين» (بالألبانية: Aleanca Kunder Diskriminimit LGBT) (بالإنجليزية: Alliance Against LGBT Discrimination)، و (برو إل جي بي تي) (بالألبانية: Pro LGBT)، و (بينك أمباسي/إل بي جي تي برو ني شكيبيري) (بالألبانية: Pink Embassy/LGBT PRO ne Shqiperi). تعمل هذه المنظمات على خلق حياة أفضل وأكثر مساواة للأشخاص من مجتمع المثليين في ألبانيا.
«التحالف ضد التمييز ضد المثليين»: (بالألبانية: Aleanca Kunder Diskriminimit LGBT) (باختصار: Aleanca LGBT) هي منظمة غير حكومية ألبانية أسستها خمسة نساء مثليات. يطمح التحالف إلى مجتمع الألباني حر ومنفتح ومتكافئ يحتضن التنوع ويشمل جميع الناس من جميع التوجهات الجنسية والهويات الجندرية. تم إنشاء «التحالف ضد التمييز ضد المثليين» في مارس 2009 من قبل مجموعة متطوعين من الشباب المثليين والطامحين في تحسين الحياة وتمكين الأشخاص المثليين في ألبانيا. تشمل أنشطة التحالف: بناء المجتمع، وزيادة الوعي، والدعوة، والضغط. تحدثت خاني كاراج، المدير الحالي لهذه المنظمة غير الحكومية، في اجتماع أنقرة المنعقد في مارس 2013 باعتبارها أول ناشطة مثلية في ألبانيا.

## الدين والأشخاص من مجتمع المثليين في ألبانيا
الدين ليس عنصرا رئيسيا في الحياة الاجتماعية والسياسية والثقافية في ألبانيا. على الرغم من اعتبار الدين قضية خاصة وليست جزءًا من الخطاب السياسي، إلا أن المنظمات الدينية تحاول التأثير في القرارات السياسية المتعلقة بحقوق الإنسان للمثليين. في 19 أغسطس/آب 2009، عندما أعلن رئيس الوزراء السابق بريشا بقانون جديد بشأن مكافحة التمييز يمنح الاعتراف والحماية القانونيين للمثليين في ألبانيا، تفاعلت المنظمات الدينية بشكل جماعي ضد الاقتراح. وكتبوا رسالة إلى الحكومة قالوا فيها إنهم يعتبرون تمديد حقوق الأسرة للأشخاص من المثليات والمثليين ومزدوجي التوجه الجنسية والمتحولين جنسيا خطراً على الأسرة والمجتمع الألباني. واعتبروا المثلية الجنسية عادة مستوردة من الدول الغربية وحثوا رئيس الوزراء: «لعمل ما هو صحيح في نظر الله، وليس ماهو صحيح في نظر العالم المعاصر.»
في 17 مايو/أيار 2012، نظمت جماعة إسلامية، يحرض عليها قادة دينيون، مظاهرة مناهضة للمثليين بالتوازي مع احتفالية لمجتمع المثليين في ساحة مفتوحة. وحمل المتظاهرون لافتات تقول: «المثلية الجنسية هي خطيئة». وفي إدانة للمجتمع الدولي لدعمه لمجتمع امثليين، قال زعيم المتظاهرين المسلمين: «ألبانيا لن تنضم إلى الاتحاد الأوروبي مع المثليين»، مما يعني ضمنا أنه إذا كانت حقوق المثليين شرطا للانضمام، فإن ألبانيا لن تنضم إلى الاتحاد الأوروبي.
في 20 يناير/كانون الثاني 2016، إتحد قادة المنظمات الدينية لدعوة الحكومة والبرلمان لحظر زواج المثليين «لحماية الأسرة من الدمار». تحت ضغط قوي من الزعماء الدينيين، وخلافا للوعود بأنه سيتم إدراج التوجه الجنسي والهوية الجندرية في قائمة الأسباب المحظورة للتمييز، قام أعضاء البرلمان بإزالتها من المادة 18 من الدستور في اللحظة الأخيرة. في 20 يوليو/تموز 2016، نشرت منظمة «بينك إمباسي» (بالألبانية: PINK Embassy) إعلانًا صحفيًا ينتقد سحب التعديلات الدستورية على التمييز على أساس التوجه الجنسي والهوية الجندرية وانتقدت أعضاء البرلمان بسبب استسلامهم للتعصب الديني محذرين من أن: «استسلام البرلمان للتطرف الديني هو تهديد للعلمانية وحقوق الإنسان.»
تُظهر الدراسات حول الدين في غرب البلقان أن المثلية الجنسية تعتبر كعدو موحد تروج له القيم الغربية. فكلما دافع الغرب عن التنوع الجنسي، كلما ازدادت المقاومة ضد حقوق الإنسان للمثليين. لا توجد مجموعات دينية تقدم الدعم للأشخاص المثليين.

## المنظمات والمجتمعات على الإنترنت وبوابات الأخبار
- AleancaLGBT أليناكاإل جي بي تي
- Historia Ime نسخة محفوظة 22 يناير 2020 على موقع واي باك مشين. هيستوريا إيمي
- Streha نسخة محفوظة 1 ديسمبر 2017 على موقع واي باك مشين. ستريخا
- Mendo politikisht نسخة محفوظة 16 نوفمبر 2018 على موقع واي باك مشين. ميندو بوليتيكيشت

## الرأي العام
المواقف الاجتماعية تجاه مجتمع المثليين سلبية بشكل عام. وتكشف البيانات الصادرة عن قسم الإحصاء في عام 2013 أن الغالبية العظمى من الألبان محافظة اجتماعياً ولا يوافقون على مجتمع المثليين. ووفقاً لبيانات المسح، يعتقد 53% من الألبان أنه «لا ينبغي أن يكون الأشخاص المثليون والمثليات أحرارًا في أن يعيشوا الحياة كما يحلو لهم»، وهي النسبة الأكبر التي تحمل هذا الرأي في الاستطلاع.
تبين نتائج الاستطلاع السابق الذي أجرته «مونيتور البلقان» لصالح «غالوب» في عام 2010 أن 54.2% من الألبان يعتبرون أن العلاقات المثلية خاطئة، في حين أن 22.7% لا يوافقون. لوحظ اختلاف إقليمي، حيث كان المستجيبون من ألبانيا الوسطى أكثر عرضة لمعارضة ذلك (35.5% يوافقون، 28.2% لا يوافقون) من أولئك من الشمال (59.8% يوافقون، 16.4% لا يوافقون) أو الجنوب (71.1% يوافقون، 17.2٪ لا يوافقون). بالإضافة إلى ذلك، كان من المرجح أن يختلف المشاركون الألبان عن أولئك المشاركين من معظم دول البلقان المجاورة، بما في ذلك مقدونيا (69.4% يوافقون مقابل 18.4% لا يوافقون)، وصربيا (75.1% يوافقون مقابل 8.7% لايوافقون)، والجبل الأسود (65.8% يوافقون مقابل 12.1% لايوافقون)، وكوسوفو (64.9% يوافقون مقابل 18.5% لايوافقون) والبوسنة والهرسك (74.3% إلى 9.2%)، في حين كانت كرواتيا قريبة منها (50.3% لا يوافقون مقابل 20.4% يوافقون). ومن بين الأسئلة الأخرى التي تم طرحها ما إذا كان يحق للمثليين جنسياً «التمتع بنفس الحقوق مثل جميع الأشخاص الآخرين»، حيث وافق 44.4% من الألبانيين على ذلك في حين رفض 28.5% ذلك. من ناحية أخرى، ظن 78.7% من الألبان أن «النشاط الجنسي المثلي» كانت غير أخلاقية، اعتقد 56.2% أن المثليين لا يجب أن يكون لهم وظائف عامة (مثل كونهم معلمًا، كما قال السؤال) وقال 56.1% إنهم لا يجب أن يظهروا توجههم في الأماكن العامة.
وجدت دراسة أجريت عام 2015 عن الشباب الألباني الذين تتراوح أعمارهم بين 16 و 27 سنة أن 55% لا يريدون أن يكون لديهم جيران مثليون جنسيا، في حين أن 34% لن يهتموا و 11% سيكونون إيجابيين بشأنها.
كشفت دراسة أجريت في عام 2016 عن وجود مظاهر أخرى من رهاب المثلية بين طلاب الجامعات الألبانية من طلاب الجامعات الإيطالية، ولكنها أقل بين الطلاب الألبانيين مقارنة بطلاب الجامعات الأوكرانية. ومن بين الألبان، تضمنت العوامل المرتبطة بجنس المثلية كونهم ذكورًا، ومحافظين سياسياً، ومتدينين (على الرغم من عدم وجود فرق بين الكاثوليك والمسلمين، في حين لم يكن هناك الكثير من ممثلي المجموعات الأخرى باستثناء الملحدين في الدراسة). من ناحية أخرى، يرتبط التوجه التقدمي السياسي وكون الشخص في علاقة مع الانخفاض في نسبة رهاب المثلية بين الطلاب الألبان.
ووفقًا لنتائج استطلاع البلقان لعام 2015 الذي أجراه المعهد الديمقراطي الوطني، فإن 6% فقط من الألبان سوف يدعمون طفلهم تمامًا إذا اكتشفوا أنه من مجتمع المثليين، وأن هذا الرقم ينخفض إلى 3٪ إذا كان أحد صديقهم/ معارفهم/زملائهم. أيضا 8% قد تفاعلوا مع شخص عرفوا أنه من مجتمع المثليين. وفي نفس الاستطلاع، قال 58٪ من الألبان أيضًا أنهم لن يصوتوا لصالح حزب سياسي يدعم حقوق المثليين.

## ملخص
| قانونية النشاط الجنسي المثلي                                                             | (قانوني منذ عام 1995)                            |
| المساواة في السن القانوني للنشاط الجنسي                                                  | (قانوني منذ عام 2001)                            |
| قوانين مكافحة التمييز في التوظيف                                                         | (منذ عام 2010)                                   |
| قوانين مكافحة التمييز في توفير السلع والخدمات                                            | (منذ عام 2010)                                   |
| قوانين مكافحة التمييز في جميع المجالات الأخرى (تتضمن التمييز غير المباشر، خطاب الكراهية) | (منذ عام 2010)                                   |
| زواج المثليين                                                                            | No                                               |
| الاعتراف القانوني بالعلاقات المثلية                                                      | No                                               |
| السماح للشخص العازب بالتبني بغض النظر عن توجهه الجنسي                                    | Yes                                              |
| تبني أحد الشريكين للطفل البيولوجي للشريك الآخر                                           | No                                               |
| التبني المشترك للأزواج المثليين                                                          | No                                               |
| يسمح للمثليين والمثليات الخدمة علناً في القوات المسلحة                                    | Yes                                              |
| الحق بتغيير الجنس القانوني                                                               | No                                               |
| علاج التحويل محظور على القاصرين                                                          | No                                               |
| الحصول على أطفال أنابيب للمثليات                                                         | No                                               |
| الأمومة التلقائية للطفل بعد الولادة                                                      | No                                               |
| تأجير الأرحام التجاري للأزواج المثليين من الذكور                                         | (محظور لجميع الأزواج بغض النظر عن التوجه الجنسي) |
| السماح للرجال الذين مارسوا الجنس الشرجي بالتبرع بالدم                                    |                                                  |